# ダーリング (映画)
『ダーリング』（Darling）は、1965年のイギリス映画。
第38回アカデミー賞にて、主演女優賞、脚本賞、衣装デザイン賞（白黒）を受賞。
中流階級出身のロンドナー、ダイアナ・スコット。彼女がジャーナリスト、コーポレート・エグゼクティブ、イタリア人貴族との男性遍歴を経て社会の頂点に到達して行く様子を、60年代のイギリス、ヨーロッパのモード文化を背景に描いたストーリー。

## キャスト
※括弧内は日本語吹替キャスト
- ジュリー・クリスティ：ダイアナ・スコット（二階堂有希子）
- ダーク・ボガード：ロバート・ゴールド（滝田裕介）
- ローレンス・ハーヴェイ：マイルズ・ブランド（小笠原良知）
- ローランド・カラム：マルコム

## スタッフ
- 監督：ジョン・シュレシンジャー
- 脚本：フレデリック・ラファエル
- 撮影：ケネス・ヒギンス
- 音楽：ジョン・ダンクワース

## 主な受賞
第38回アカデミー賞
- 主演女優賞（ジュリー・クリスティ）
- 脚本賞（フレデリック・ラファエル）
- 衣装デザイン賞（白黒）（ジュリー・ハリス）

第31回ニューヨーク映画批評家協会賞
- 作品賞
- 女優賞（ジュリー・クリスティ）
- 監督賞（ジョン・シュレシンジャー）

ゴールデングローブ賞
- 外国語映画賞

英国アカデミー賞
- 男優賞（ダーク・ボガード）
- 女優賞（ジュリー・クリスティ）
- 脚本賞（フレデリック・ラファエル）